# Aeroportul Internațional Liepāja
Aeroportul Internațional Liepāja (IATA: LPX, ICAO: EVLA) este un aeroport din Liepāja, Letonia ce deservește zona Liepāja. Aeroportul a fost tranzitat în 2021 de 100 de pasageri. A fost numit după zona deservită.
Situat la o altitudine de 5 m, aeroportul dispune de 1 pistă.

## Infrastructură

### Piste
Aeroportul dispune de o singură pistă. Pista 06/24 are suprafața de asfalt și dimensiunile 2.002 m × 40 m. 